# 모리스 돕
모리스 허버트 돕(Maurice Herbert Dobb, 1900년 7월 24일 ~ 1976년 8월 17일)은 케임브리지 대학의 영국 경제학자였으며 케임브리지 트리니티 칼리지의 펠로우였다.그는 20세기의 저명한 마르크스주의 경제학자 중 한 명으로 기억되고 있다.
모리스 돕은 1900년 7월 24일 런던에서 월터 허버트 돕과 전 엘시 애니 모어의 아들로 태어났다.
1918년 11월 휴전에 의해 군대 징집에서 구해진 돕은 1919년 케임브리지 대학에서 경제학을 공부하기 위해 입학했다.
1920년, 펨브로크 대학에서 돕의 첫 해를 보낸 후, 존 메이너드 케인스는 돕을 정치경제클럽에 초대했고, 졸업 후 케인스는 케임브리지에서 자리를 확보하는 데 도움을 주었다. 돕은 그의 공산주의 신념에 대해 학생들에게 개방적이었다.
돕은 1920년에 공산당에 가입했고 1930년대에는 대학에서 급증하는 공산주의 운동의 중심이었다. 트리니티에서의 돕의 위치는 그가 50년 이상 대학과 연결되어있는 것을 도왔다. 돕은 1948년 케임브리지의 트리니티 칼리지의 펠로우로 선출되었으며, 그 때 그는 데이비드 리카도 전집을 위해, 피에로 스라파와 공동 작업을 했다. 이 노력의 결과는 결국 11권으로 출판되었다.
그의 경력 기간 동안 그는 12권의 학술 서적, 24권 이상의 팜플렛, 그리고 일반 청중을 위한 수많은 글을 출판했다. 그는 종종 정치 경제에 대해 글을 썼고, 사회의 사회적 맥락과 문제 그리고 그것이 시장 교환에 어떤 영향을 미치는지 연결시켰다.
1928년경 돕이 보유하고 있는 다른 직책으로는 여름 학교에서 가르치고, 영국 공산당 경제부 회장을 맡고, 심지어 당 자체 영화 회사를 출범시키는 데 도움을 주는 것까지 있다. 그는 지성과 정치 활동이 상호 배타적이지 않다고 주장하면서 당내 사람들과 의견이 달랐다.
모리스 돕은 1976년 8월 17일에 죽었다. 돕에게는 아마르티아 센과 에릭 홉스봄이라는 두 명의 주목할 만한 제자가 있었다. 센은 1998년 노벨 경제학상을 경제학 연구로 수상했다. 홉스봄은 돕과 마찬가지로 케임브리지 대학에 다녔으며 마르크스주의에 관한 수많은 작품을 출판한 마르크스주의 역사학자였으며 영국 공산당에서도 활동했다.